# Biblioteca Municipal Lope de Vega (Tres Cantos)
La biblioteca municipal Lope de Vega de Tres Cantos (Madrid) está ubicada en la avenida Labradores n.º 28, consta de 3027 m² construidos de uso bibliotecario (más 1466 m² de aparcamiento e instalaciones técnicas) distribuidos en dos plantas y sótano.

## Arquitectura
La biblioteca, un edificio de dos plantas de uso público propiamente bibliotecario (planta de Acceso y planta Primera) levantadas sobre una planta-zócalo de uso aparcamiento con acceso rodado a nivel de la Av. de los Artesanos. 
El acceso principal se efectúa por medio de un conjunto de amplia escalinata y rampa situadas en su frente a la Av. Labradores que, junto con el extenso cuerpo volado que protege la entrada, se constituyen en lugares de cita, espera y acogida a los usuarios.

### Planta aparcamiento
Cuenta con capacidad para 40 plazas, dos de ellas para personas discapacitadas, y dependencias complementarias: vestuarios, cuarto informática y depósito-almacén de libros. Se completa con acceso al ascensor principal, ascensor-montacargas (ambos adaptados a personas discapacitadas) y escalera de subida a las plantas de la biblioteca.

### Planta Acceso

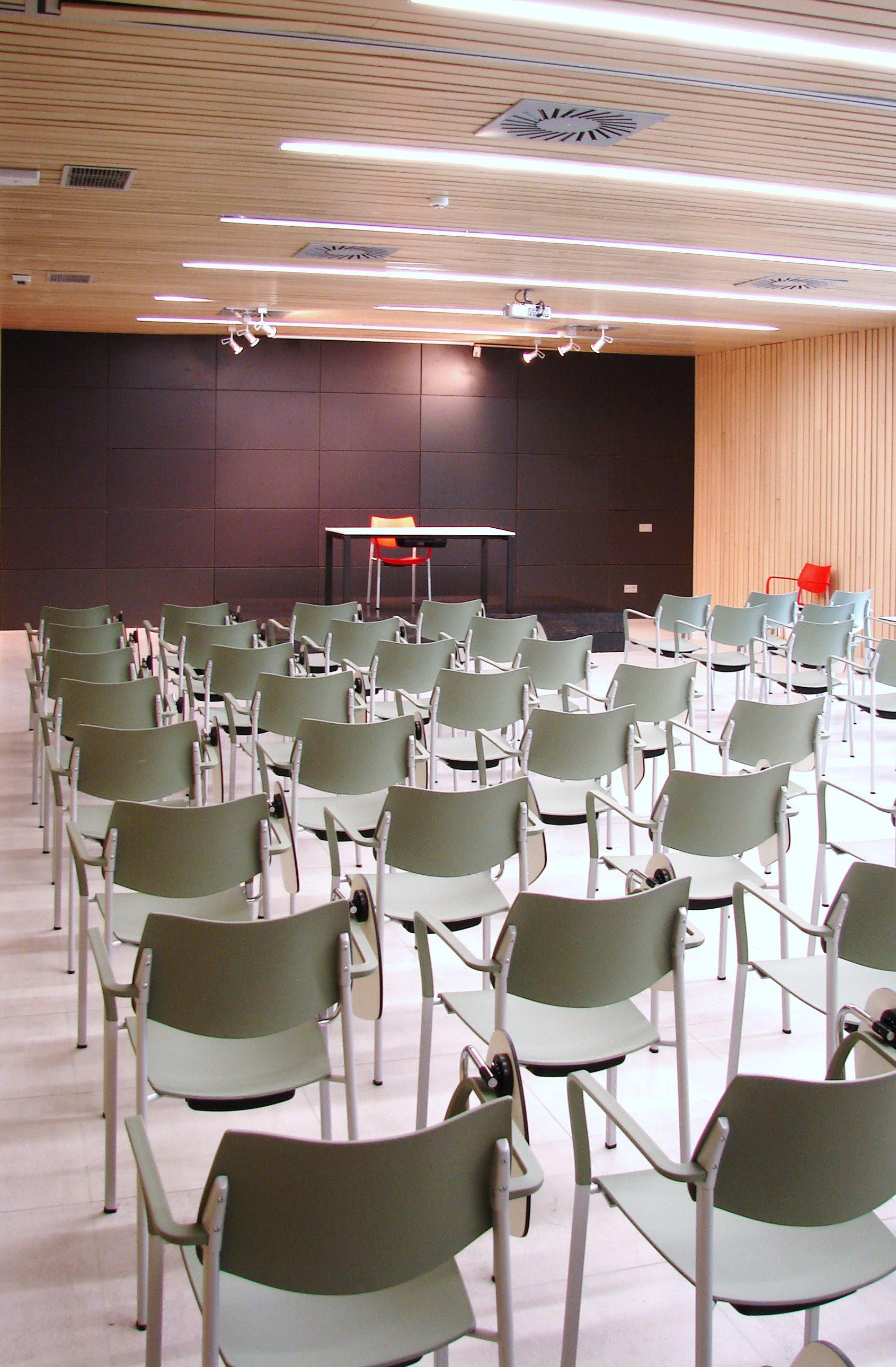
Salón de Actos

Está organizada alrededor de una sala-vestíbulo de doble altura a la que se accede desde la Av Labradores y una crujía tangencial que contiene el ascensor principal, circulaciones, núcleos de aseos, ascensor y escalera secundarios.

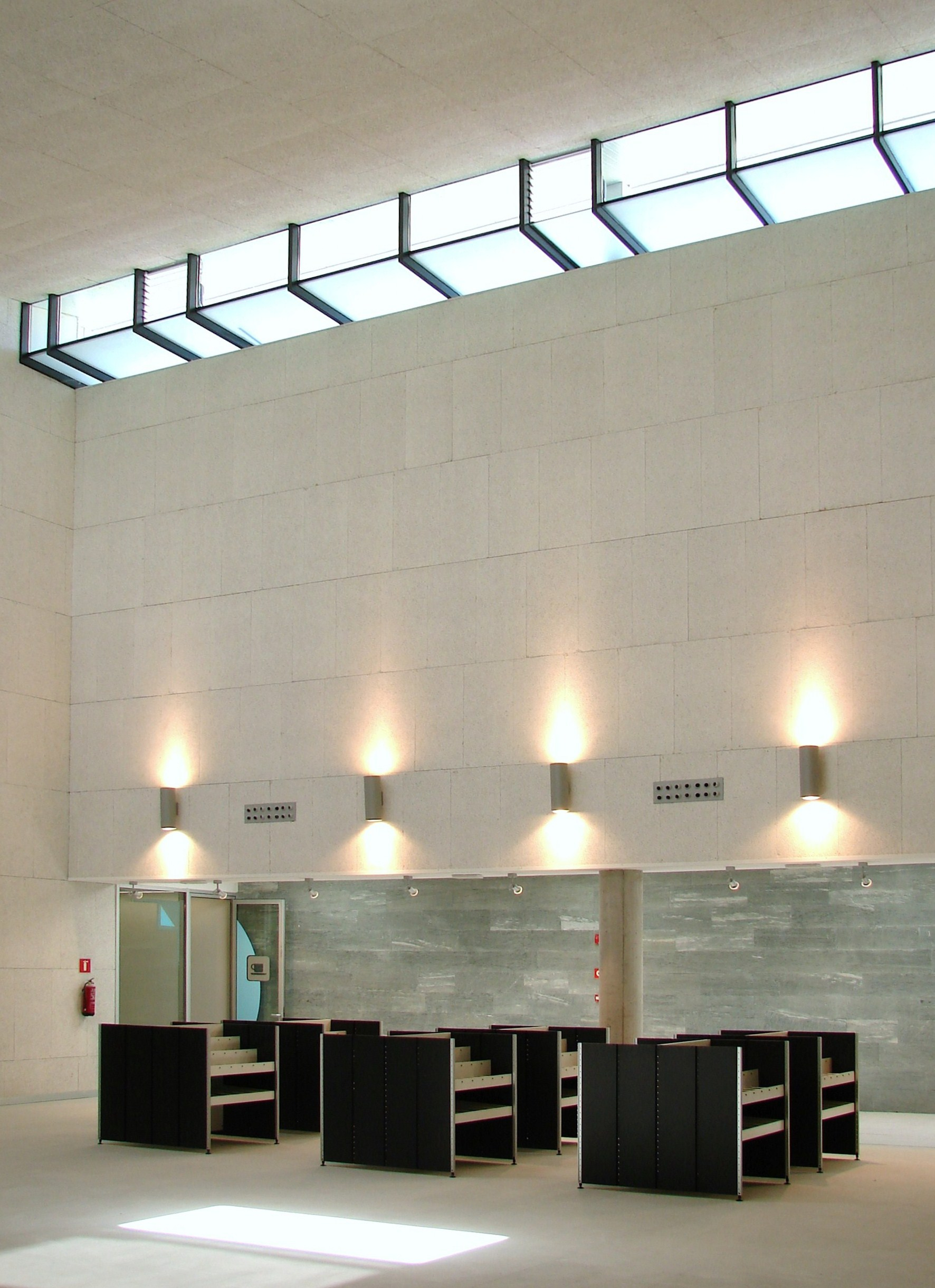
Vestíbulo

Esta planta cuenta con las siguientes áreas:
Vestíbulo principal y recepciónEspacio vertebrador espacial y de relación de todo el edificio con escalera principal de acceso a la planta primera. Toda la biblioteca es visible desde este hall donde e una señalética de gran formato en las superficies acristaladas de las distintas espacios que se asoman al mismo, informa al usuario de un solo vistazo de todos las áreas y servicios disponibles Dispone de una zona de exposiciones. Estos espacios cuentan con lucernarios de iluminación cenital orientados en dirección de la luz solar del SOLSTICIO de verano (día de especial significación para la ciudad de Tres Cantos) así como taquillas, reprografía y cuarto de seguridad.
Salón de actos multifuncionalPara usos diversos (conferencias, cuenta-cuentos, talleres, proyecciones, etc…) y subdivisible en dos salas con una capacidad total para 96 asientos, que cuenta con un frente corrido de almacenamiento para guardar todo el mobiliario de las dos salas.
Área de publicaciones periódicas y accesibilidadCon múltiples lugares para lectura cómoda y relajada. Colección accesible con diversos materiales como audiolibros, DVD con audiodescripción, Lectura Fácil y Letra Grande.
Comicteca

Se encuentra en la planta baja y está destinada al público adulto y juvenil. El fondo se organiza por las diferentes áreas de influencia y/o geográfica: americana; española y latinoamericána; europea; manga. Y dentro de cada área por autor; personaje (punto naranja en la cubierta) y serie (punto verde).

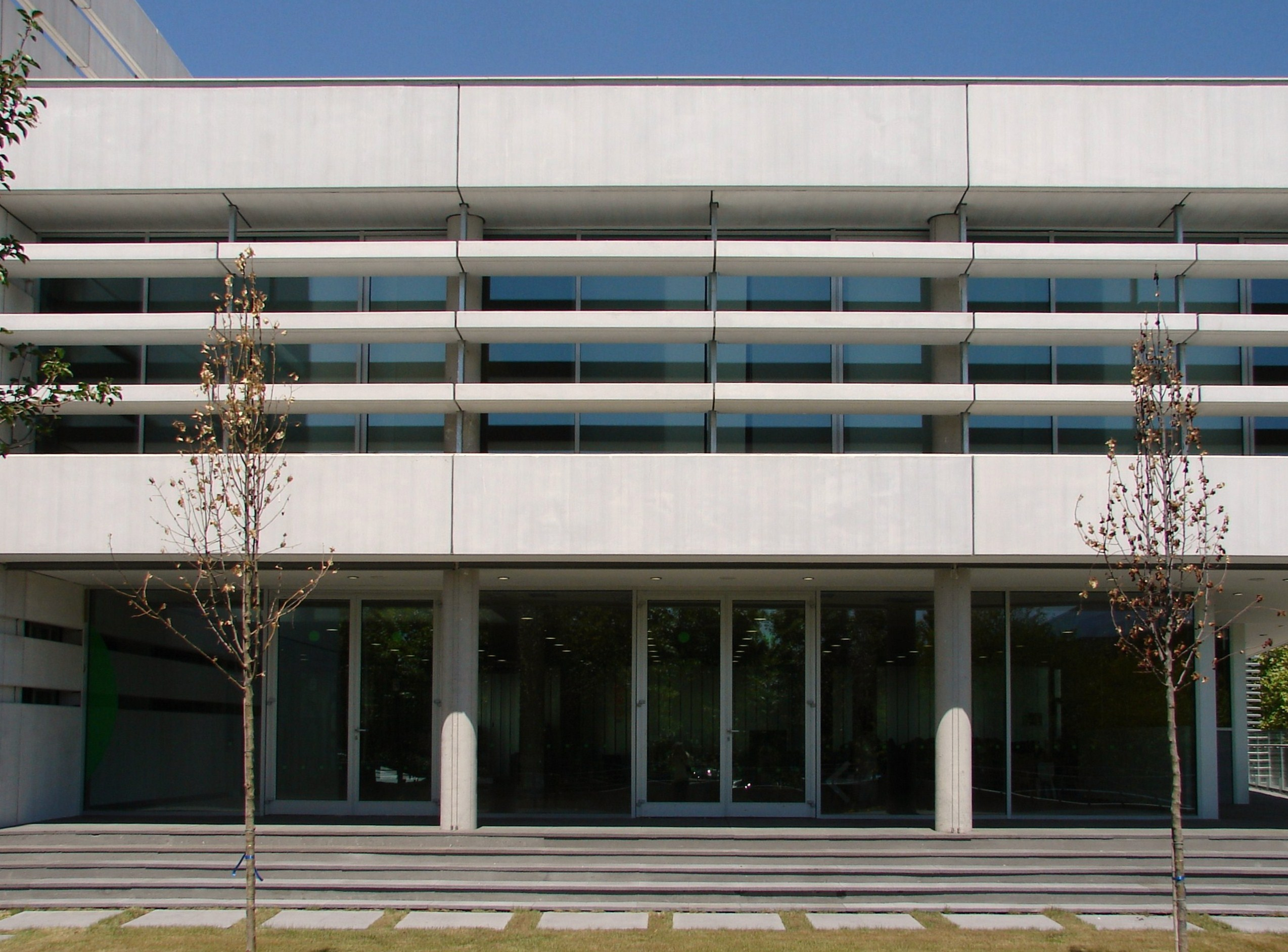
Fachada sur al jardín del área infantil

Área infantilAmplia y luminosa sala, con zona “bebeteca”, y con fachada acristalada dando a un porche exterior y a jardín orientado al sur, para actividades exteriores, en óptimas condiciones de confort, seguridad y soleamiento.
La planta se completa con Salas de talleres trabajo en grupo, espacios de uso administrativo y trabajo técnico, aseos divididos por sexos más uno para personas discapacitadas y otro aseo de uso infantil con cambiador para bebés 

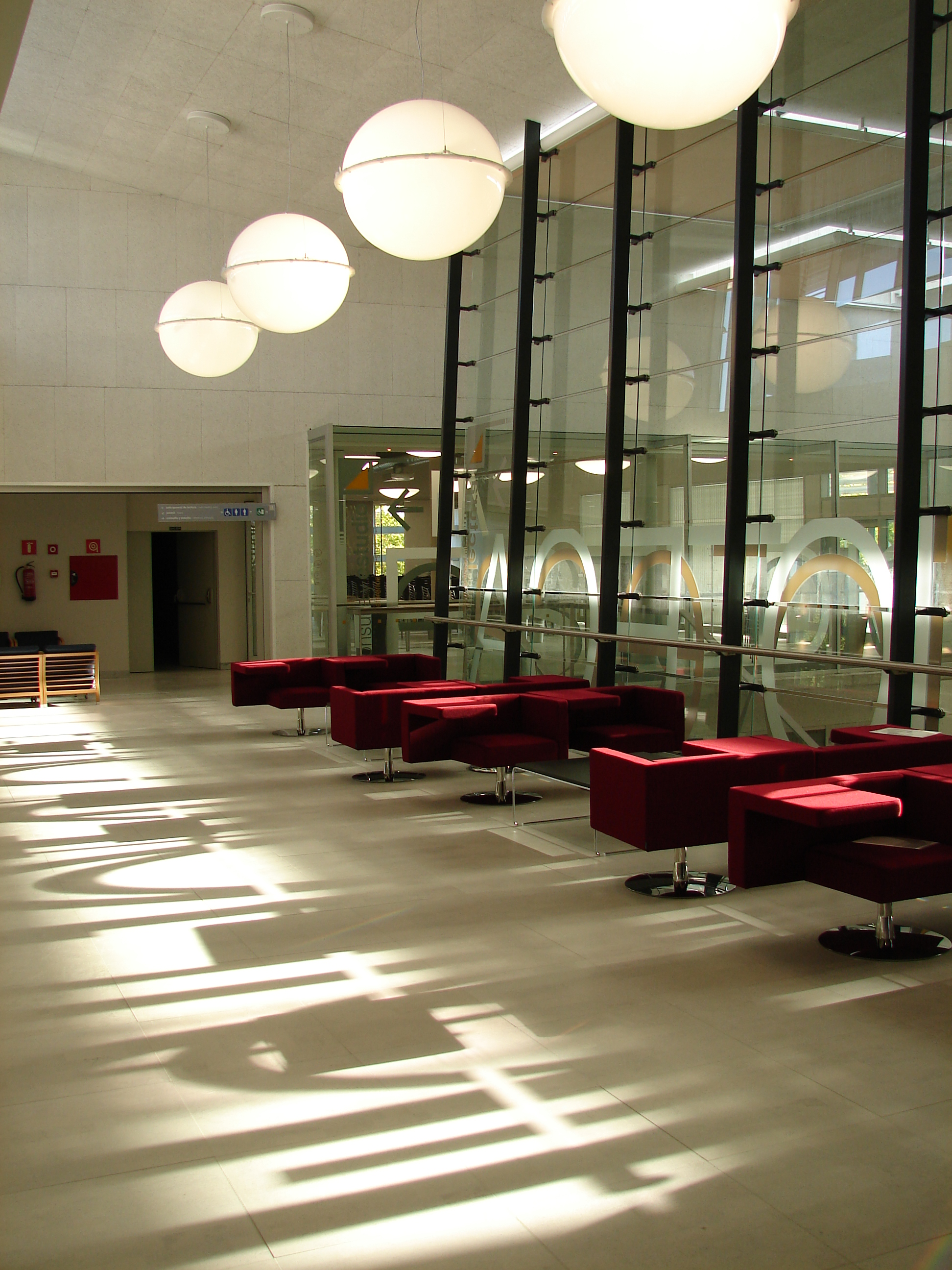
Sala general

### Planta Primera

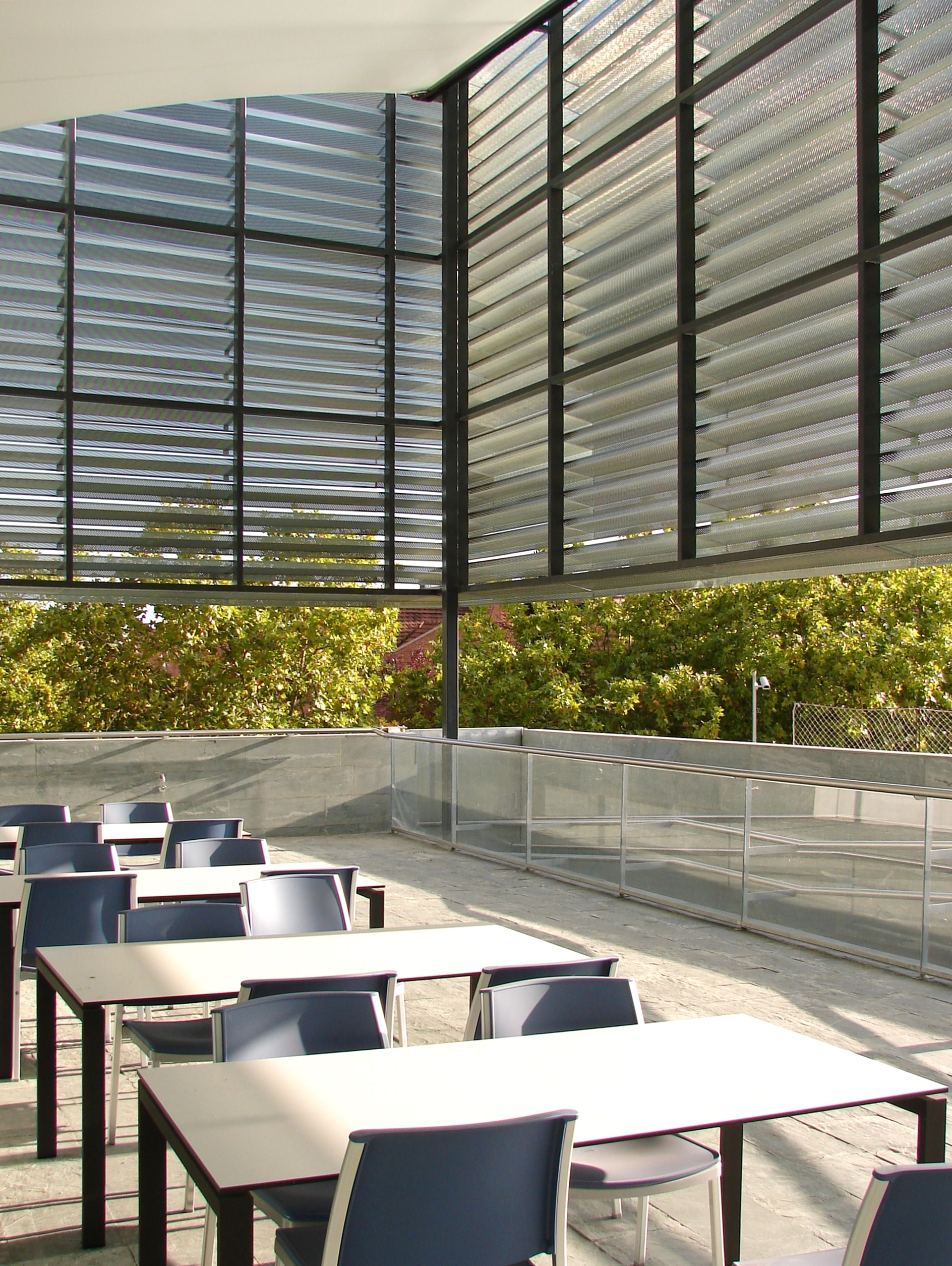
Terraza de la sala de estudios

Sala general de lectura, préstamo, consulta y referenciaDispuesta en forma de "L" alrededor del espacio de vestíbulo con una zona específica de usuarios juveniles con una encimera-mesa corrida en el borde con el hall, zona graderío de asiento y lectura informal. La sala se abre a las dos orientaciones norte y sur (y se cierra a la orientación este) con diferentes soluciones de control de iluminación y soleamiento en cada fachada que permiten disponer de una multiplicidad de “lugares-luz” de distinto carácter, iluminación y privacidad, en los diversos puestos de lectura con que cuenta. En la fachada norte se dispone de una doble piel con un frente de lamas de vidrio traslúcidas que cierra los espacios-patio de fachada y ejerce múltiples funciones de control de las vistas y el soleamiento, filtrando en verano tanto la luz rasante de poniente como reflejando hacia el interior la luz del sur que incide desde atrás. La sala cuenta con puestos de acceso multimedia y consulta de Internet.
Sala de estudioDispone de 136 puestos de estudio en una sala con acceso directo también desde el exterior a través de una terraza y rampa adaptada. Con ello puede funcionar de forma segregada y con horarios extendidos respecto al resto de la biblioteca (épocas de exámenes, etc..). La terraza exterior, protegida del sol de poniente mediante una celosía de lamas y con cubrición textil, podría usarse también como zona de estudio al aire libre (16 puestos más) contando con la facilidad de acceso Wi-Fi. La planta se completa con los aseos divididos por sexos más un aseo específico para personas discapacitadas.
El edificio, proyectado por el despacho de arquitectura Ruipérez & Cuevas - arquitectos asociados-, con capacidad para unos 60.000 volúmenes y más de 400 usuarios simultáneos, tiene prevista la posibilidad de una futura ampliación mediante una planta-ático que incrementaría en un 40 % la capacidad de sala general de lectura.

## Historia
La Biblioteca Municipal de Tres Cantos inauguró sus instalaciones en la segunda planta de la Casa de la Cultura en mayo de 2000. En 2001, tras algunas obras estructurales, se puso en funcionamiento el servicio de mediateca (puestos multimedia, conexión gratuita a Internet y un pequeño fondo de audiovisuales).
En 2003 se abrió una zona de trabajo técnico, un depósito y la nueva sala infantil, además se firmó el Convenio de colaboración con la entonces Consejería de las artes, integrándose la biblioteca en el Sistema Bibliotecario de la Comunidad de Madrid.
En 2007 se pasó a formar parte de la red de Eurobibliotecas de la Comunidad de Madrid y en 2008 se instaló el acceso inalámbrico a Internet.

## Servicios
Lectura, consulta e información bibliográficaLa Biblioteca Municipal Lope de Vega cuenta con 346 puestos de lectura en salas para usuarios adultos, juveniles e infantiles desde las que se tiene acceso a los distintos tipos de documentos.
PréstamoLa utilización del fondo de la Biblioteca Municipal fuera de sus instalaciones es posible con el carné único de bibliotecas.
Préstamo colectivoLas entidades educativas y culturales del municipio pueden acceder al servicio de préstamo colectivo que ofrece la biblioteca
Internet y zona Wi-fiLa Biblioteca Municipal ofrece acceso público y gratuito a Internet. Dispone de puestos individuales fijos y de servicio Wi-fi para poder utilizar este servicio con ordenadores portátiles particulares.
Información bibliográficaEl personal bibliotecario ofrece orientación para la búsqueda de información, tanto bibliográfica como de carácter general, además de facilitar ayuda a los usuarios sobre la ubicación, ordenación y localización del fondo y la búsqueda en el catálogo informatizado.
Promoción del libro y la lecturaLa biblioteca diseña anualmente un programa de actividades de promoción de la lectura con el objetivo de atraer a futuros lectores, interesar a los nuevos y fomentar el hábito en quienes ya lo tienen adquirido.
- Biblioteca y centros escolares
- Club de Lectura (adultos, cómic, infantil)
- Taller de Pensamiento Filosófico
- Exposiciones bibliográficas
- La Hora de los Cuentos
- La Noche en Blanco
- The Story Time
- Una Noche de Cuento
- Campaña escolar
- Día del Libro
- Semana de la Mujer
- Feria del Libro
- ComicFest

NewsletterHay habilitada suscripción a una newsletter para obtener información actualizada sobre actividades y otros contenidos publicados en nuestra Web.
Apoyo al estudioLa biblioteca cuenta con dos salas de trabajo en grupo situadas en la planta baja, accesibles desde la Comicteca. Cada sala tiene capacidad para 8 puestos, y una sala de estudios en la primera planta con capacidad para 136 puestos, independiente del resto de la Biblioteca en horario especial de exámenes.

## Colecciones
AdultosFormada fundamentalmente por libros también tiene audiovisuales y documentos electrónicos sobre todo tipo de materias, además de obras de ficción de interés general, biografías, poesía y teatro.
JuvenilDirigida a jóvenes mayores de 13 años contiene una colección bibliográfica especialmente seleccionada para los usuarios de esta edad y por documentos que facilitan información y recursos para el conocimiento y la formación.
InfantilDiseñada para menores de 13 años, cuenta además con una Bebeteca, un espacio indicado especialmente para niños y niñas entre 0 y 3 años
HemerotecaEsta colección está formada por prensa diaria de ámbito nacional e internacional, revistas de actualidad y publicaciones de carácter local.
MediatecaLos materiales multimedia que componen esta sección son CD-audios, ordenados por géneros musicales; DVD y videos documentales ordenados por materias y de ficción, ordenados por géneros cinematográficos.
ReferenciaFormada por obras de consulta como enciclopedias, diccionarios, atlas, etc.
Literatura en otros idiomasObra literarias, tanto originales como adaptadas en inglés, alemán, francés, italiano y español para extranjeros.
Colección localEsta sección contiene información publicada sobre Tres Cantos y la Comunidad de Madrid. Se incluyen obras literarias y cualquier tipo de materia.
ComictecaCómics organizados por las diferentes áreas de influencia y/o geográfica: americana; española y latinoamericana; europea; manga.
AccesibilidadColección que pretende facilitar el acceso a obras literarias o cinematográficas a personas con alguna discapacidad. Dispone de Audiolibros, DVD con Audiodescripción, y libros de Lectura Fácil y Letra Grande.